# スコット・スタンフォード
スコット・スタンフォード（Scott Stanford）は、アメリカ合衆国のスポーツアンカー、プロレスのインタビュアー、コメンテーター。WNBCのスポーツアンカー。2009年12月からWWE Bottom Lineのホストを担当。また、RAW、Superstarsにおいても時折コメンテーターとして登場している。